# De Casteljauův algoritmus
De Casteljauův algoritmus se používá pro výpočet bodu na Bézierově křivce.
Když si výpočet graficky znázorníme (viz obrázek), zjistíme, že se ve skutečnosti nejedná o nic jiného, než o postupné dělení úseček řídícího polygonu v zadaném poměru. Počet nově vzniklých bodů se v každém kroku zmenšuje o 1 a ve chvíli, kdy zůstane bod jediný, dostaneme hledaný bod křivky.
Bod na Bézierově křivce můžeme rovněž vypočítat přímo pomocí vektorové rovnice Bézierovy křivky, kdy použijeme algoritmus pro výpočet Bernsteinových polynomů.
Více informací o křivkách najdete v geometrii.

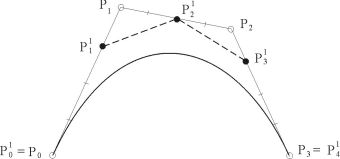
Náčrt

## Racionální de Casteljauův algoritmus
Racionální de Casteljauův algoritmus je metoda pro výpočet bodu na racionální Bézierově křivce, která je rozšířením de Casteljauova algoritmu. Jediným rozdílem oproti němu je, že do výpočtu zahrnujeme váhové parametry, a pro každý nový bod spočítáme jeho poměrnou váhu vzhledem k bodům předešlým.
Pomocí váhových koeficientů lze měnit tvar racionální Bézierovy křivky, s rostoucím váhovým koeficientem se křivka k danému bodu „přibližuje“, jak je vidět na následujícím obrázku.

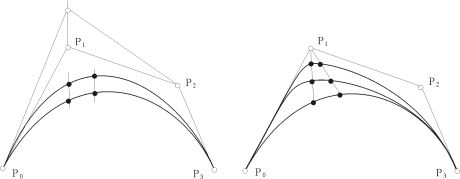
Racionální algoritmus de Casteljau